# George P. Fisher

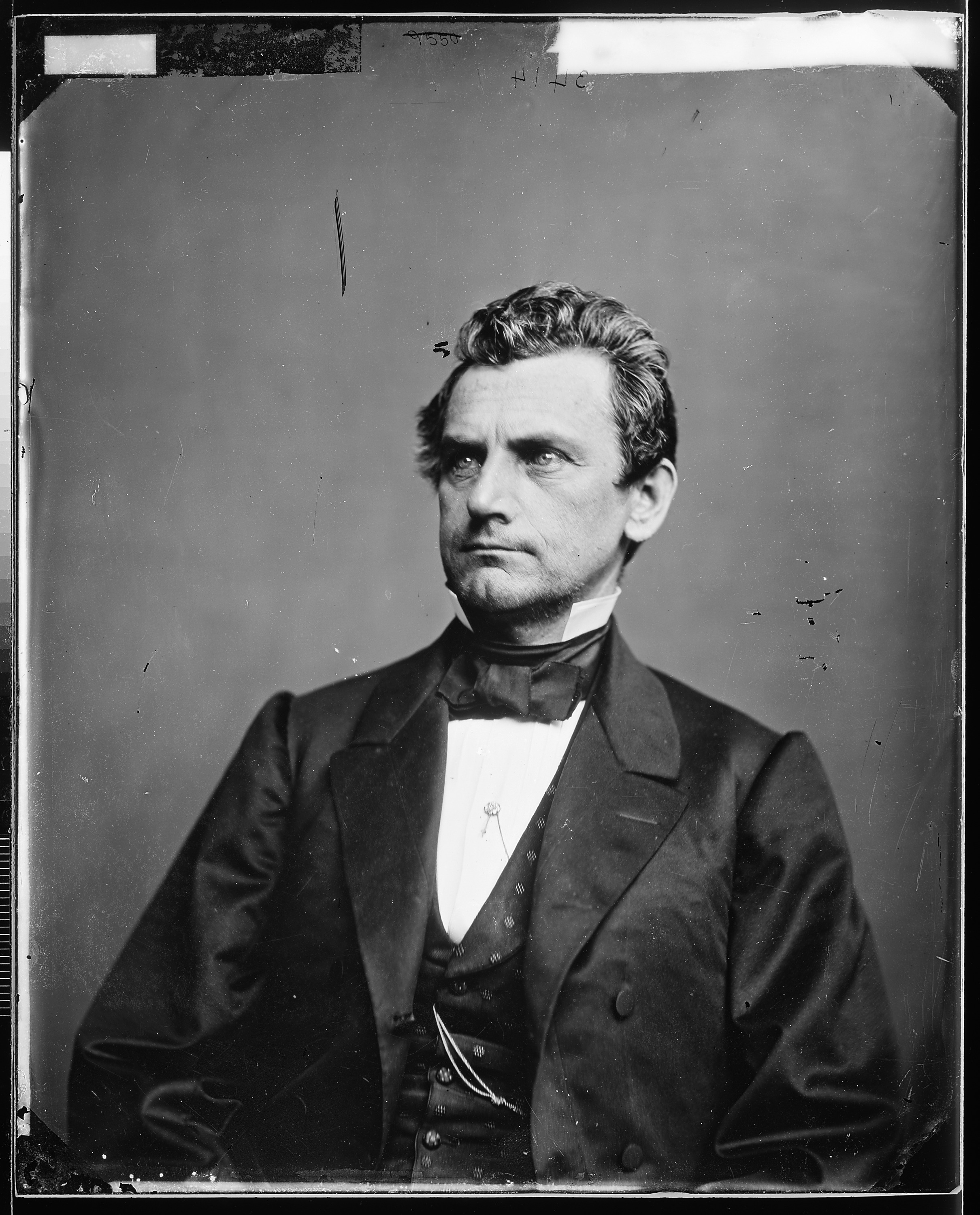
George P. Fisher

George Purnell Fisher (* 13. Oktober 1817 in Milford, Delaware; † 10. Februar 1899 in Washington, D.C.) war ein US-amerikanischer Jurist und Politiker. Zwischen 1861 und 1863 vertrat er den Bundesstaat Delaware im US-Repräsentantenhaus.

## Werdegang
George Fisher besuchte die öffentlichen Schulen im Kent County und das Mount St. Mary’s College in Emmitsburg (Maryland). Danach studierte er bis 1838 am Dickinson College in Carlisle (Pennsylvania). Nach einem Jurastudium und seiner im Jahr 1841 erfolgten Zulassung als Rechtsanwalt begann er in Dover in seinem neuen Beruf zu arbeiten.
Damals war Fisher Mitglied der Whig Party. Von 1843 bis 1844 gehörte er als Abgeordneter dem Repräsentantenhaus von Delaware an. Im Jahr 1846 war er als Secretary of State geschäftsführender Beamter der Staatsregierung von Delaware. Im Jahr 1849 wurde er Geheimsekretär von Außenminister John M. Clayton. 1850 wurde er von Präsident Zachary Taylor zum Bevollmächtigten für amerikanische Forderungen an den Staat Brasilien ernannt. Dieses Amt behielt er bis 1852. Zwischen 1857 und 1860 war Fisher Attorney General von Delaware. Nach der Auflösung der Whigs trat er der 1854 gegründeten Republikanischen Partei bei.
1860 wurde er in das US-Repräsentantenhaus in Washington gewählt, wo er am 4. März 1861 die Nachfolge des Demokraten William G. Whiteley antrat. Da er die nächsten Wahlen im Jahr 1862 sehr knapp mit nur 37 Stimmen Unterschied gegen William Temple verlor, konnte er bis zum 3. März 1863 nur eine Legislaturperiode im Kongress absolvieren. Nach dieser Zeit wurde Fisher von Präsident Abraham Lincoln zum Richter am Bezirksgericht des Bundesdistrikts ernannt. Dieses Amt bekleidete er bis 1870. Danach war er bis 1875 Bundesstaatsanwalt im District of Columbia. Anschließend kehrte er nach Dover zurück. Im Jahr 1889 berief ihn Präsident Benjamin Harrison zum Revisor des Finanzministeriums. Dieses Amt übte Fisher bis 1893 aus; danach zog er sich in den Ruhestand zurück. Fisher starb am 10. Februar 1899 in Washington und wurde in Dover beigesetzt.